# Campeonato Baiano 1928
In 1928 werd het 24ste Campeonato Baiano gespeeld voor voetbalclubs uit de Braziliaanse staat Bahia. De competitie werd gespeeld van 21 april 1928 tot 17 februari 1929 en werd georganiseerd door de FBF. Ypiranga werd kampioen. 

## Eindstand
| Plaats | Club                   | Wed. | W | G | V | Saldo | Ptn. |
| ------ | ---------------------- | ---- | - | - | - | ----- | ---- |
| 1.     | Ypiranga               | 10   | 8 | 2 | 0 | 47:20 | 18   |
| 2.     | Bahiano de Tênis       | 10   | 7 | 0 | 3 | 48:27 | 14   |
| 3.     | Fluminense de Salvador | 10   | 5 | 2 | 3 | 31:23 | 12   |
| 4.     | Botafogo               | 10   | 4 | 2 | 4 | 36:35 | 10   |
| 5.     | Vitória                | 10   | 2 | 1 | 7 | 19:42 | 5    |
| 6.     | Yankee                 | 6    | 1 | 1 | 4 | 13:30 | 3    |
| 7.     | Guarany                | 6    | 0 | 0 | 6 | 3:20  | 0    |

|  | Kampioen |

## Kampioen
| Campeonato Baiano de 1928 |
| ------------------------- |
| YPIRANGA 6º Titel         |